# Levrera
Levrera (in croato Zeča) è un'isola della Croazia che fa parte dell'arcipelago delle isole Quarnerine ed è situata ad est della punta meridionale della penisola d'Istria.
Amministrativamente appartiene alla città di Cherso, nella regione litoraneo-montana.

## Geografia
Levrera si trova nella parte orientale del Quarnaro, tra punta Marlera sulla penisola d'Istria (24 km a ovest) e l'isola di Cherso (circa 3 km a est). Levrera si sviluppa in direzione nord-sud, da punta Sottile o punta Tunca (rt. Tanki) a punta Grossa o punta Debella (Debeli), per 3,88 km e raggiunge una larghezza massima di 950 m; la sua superficie è di 2,55 km².
Le coste basse non sabbiose, con un'unica insenatura degna di nota (baia Slanci) al centro del lato occidentale, corrono uniformemente per circa 9,6 km. A sud l'isola raggiunge la sua elevazione massima di 65 m s.l.m.
Nei pressi di baia Slanci si trovano dei piccoli stagni costieri. Il terreno è di natura carsica ed è ricoperto di bassa vegetazione.

## Isole adiacenti
- Pregasnich[10] (Pregaznik) è uno scoglio di forma ovale di 224 m[11] di lunghezza e 100 m[12] di larghezza situato 180 m a ovest di Levrera, allo sbocco di baia Slanci. Ha una superficie di 0,0168 km²[13] e ha uno sviluppo costiero pari a 0,548 km[13]. Raggiunge un'altezza massima di 5 m s.l.m.[14] (44°46′38″N 14°18′08″E)
- scoglio Secca[10] (Seka) è una piccola roccia a pelo d'acqua situata 360 m a nord di Pregaznik e 250 m a ovest di Levrera. (44°46′53.5″N 14°18′13.8″E)
- Miserschi (Mišar) è uno scoglio di forma affusolata, situato 230 m a est di Levrera, che misura 160 m[15] di lunghezza e circa 60 m[16] di larghezza massima. Ha una superficie di 0,00109 km²[13] e ha uno sviluppo costiero pari a 0,442 km[13]. (44°46′29.5″N 14°19′07″E)